# Nadejden, Haskovo
Nadejden (în bulgară Надежден) este un sat în comuna Harmanli, regiunea Haskovo,  Bulgaria. 

## Demografie
Componența etnică a satului Nadejden
     Bulgari (30,96%)
     Turci (68,2%)
     Nicio identificare (0,83%)
     Altele (0%)
La recensământul din 2011, populația satului Nadejden era de 239 locuitori. Din punct de vedere etnic, majoritatea locuitorilor (68,2%) erau turci, cu o minoritate de bulgari (30,96%). Pentru 0,83% din locuitori nu este cunoscută apartenența etnică.